# OCP Répartition
 (avril 2025).
OCP Répartition est une entreprise française spécialisée dans la distribution de produits et de services de santé à forte valeur ajoutée.

## Histoire
L'OCP nait en 1924 de la fusion de trois sociétés familiales exerçant la même activité de « commissaires en spécialités de la place de Paris », les sociétés Piot, Lemoine et Royer, J.Merveau & Cie  et Michelat, Souillard & Cie. Les statuts de la nouvelle société, l'Office Commercial Pharmaceutique, au capital de 12 millions de francs, sont publiés le 31 décembre 1924 dans La Gazette du Palais.
L'OCP organise de 1924 à 1934 ses établissements parisiens et développe son réseau de vente en province. En 1937, OCP compte 2 grandes succursales à Paris plus les Dépôts Généraux, 55 points de vente en province et emploie 1 600 collaborateurs.
L'OCP affronte différentes épreuves de 1935 à 1945 :
- Épreuve commerciale : puisque la société est confrontée à une vive concurrence de la part des coopératives et entreprises confraternelles locales, ancêtres des shorts-liners contemporains. L'OCP réagit en réajustant l'activité de certains établissements, en adoptant une nouvelle logique commerciale permettant de pratiquer de meilleurs prix et en ouvrant 26 nouveaux dépôts de proximité.
- Épreuve sociale : avec les mouvements sociaux de 1936 qui vont permettre l’ouverture d’un dialogue social.
- Épreuve historique : avec la Seconde Guerre mondiale durant laquelle l’entreprise s’organise et adapte son service pour continuer à assurer la livraison aux pharmaciens.

À partir de 1946, avec la création de la Sécurité sociale, synonyme de droit à la santé pour tous, la consommation de médicaments croit fortement.  L'OCP doit faire face à un double défi : reconstruire et mettre un nombre de plus en plus important de médicaments à la disposition de sa clientèle officinale. 
Les années 1958-1977 sont caractérisées par des changements importants de l’environnement économique de l’entreprise : réduction autoritaire du taux de marge, introduction de la TVA dans la comptabilité, réglementation plus stricte, engorgement des centres-villes. S’adaptant à ces nouveaux défis, l'OCP met en route de nouvelles installations rue des Ardennes à Paris (19e arrondissement), s'informatise, aménage son réseau de points de distribution tout en continuant à l'agrandir...
OCP développe de 1977 à 1994 des activités d'orthopédie, de maintien à domicile, de vétérinaire, modernise l’outil de travail, crée des prestations complémentaires pour le pharmacien comme le merchandising, la formation et les outils de gestion de l'officine.
La deuxième étape est le déploiement d’une stratégie internationale : acquisition de filiales de répartition en Europe (Belgique, Pologne, Portugal, Espagne, Italie), acquisition du répartiteur américain Ketchum, création de Tredimed en association avec le répartiteur allemand Gehe et l’anglais AAH.  En 1993, Gehe prend le contrôle du groupe OCP pour faire de l’ensemble le leader européen de la répartition pharmaceutique.
La décennie 1994-2004 est marquée par l’infléchissement de la croissance du marché sous la contrainte de la maitrise des dépenses de santé. La société est obligée de rationaliser son réseau, d'automatiser ses établissements et de transférer son établissement parisien sur le site de Saint-Ouen en Seine-Saint-Denis.
En 1998 sont créés le site internet professionnel, la base de données documentaire Clickadoc accessible sur cédérom et en ligne et le centre d’appels Pharmaliens. En 2003, la maison-mère allemande d'OCP, Gehe, devient Celesio premier distributeur européen présent dans 14 pays. Celesio appartient lui-même à un géant du secteur américain de la distribution pharmaceutique, Mc Kesson. 
Avec le vieillissement de la population, les progrès thérapeutiques, l'expiration des brevets des médicaments blockbusters, depuis 2004 c'est tout le modèle économique de l'industrie et de la distribution du médicament qui est remis en cause. De nouvelles relations s'instaurent entre les laboratoires pharmaceutiques, les officines et les répartiteurs.
Le 2 novembre 2022, le groupe familial indépendant allemand Phoenix Group réalise avec succès l'acquisition de certaines activités de McKesson Europe, à la suite de l'autorisation des autorités de la concurrence pour l'ensemble de la transaction. La clôture a lieu le 31 octobre de la même année. 

## Métiers de l'OCP
- La distribution de près de trois millions de produits dans les 16 500 pharmacies de ville et d'hôpitaux.
- L'aide à l'installation.
- La formation et le conseil via un centre d'appel, des offres documentaires et un site internet.
- Les services aux laboratoires.

## Métier de grossiste répartiteur
Le grossiste répartiteur est un expert logistique au service de la santé publique. 
L'accès du produit de santé pour tous serait en effet impossible sans l'implication quotidienne de cet acteur. Il caractérise le lien indispensable entre l'industrie pharmaceutique et les pharmaciens.
En septembre 2011, les grossistes-répartiteurs représentent 79 % de l’approvisionnement des pharmacies.
Répartis sur l'ensemble du territoire français, les établissements de Répartition sont garants d’une mission de service public confiée par l'État, garantissant des approvisionnements rapides et sûrs. 

## Bonnes pratiques de distribution
L'exercice du métier de répartiteur est encadré par une réglementation européenne, transposée en droit français à travers un « Guide des bonnes pratiques de distribution ».  Ce dernier a été transposé en droit français en 2000 et représente une assurance de qualité des opérations réalisées par cet acteur. En France, l'organisme contrôlant l’application de cette réglementation est l'Agence Nationale de Sécurité du Médicament et des produits de santé, l'ANSM (http://ansm.sante.fr) .
Les grossistes répartiteurs ont six obligations :
1. Compter à sa tête un pharmacien responsable et un ou plusieurs pharmaciens assistants[4]
2. Desservir sur son secteur d’activité déclaré toutes les pharmacies qui en font la demande
3. Référencer au moins 9/10e des médicaments
4. Disposer d’un stock permettant de satisfaire au moins 15 jours d’approvisionnement
5. Livrer tout médicament dans les 24 heures
6. Assurer un service d’astreinte les week-ends et jours fériés dans les situations d’urgence[5]

## Acteurs
Les contraintes réglementaires strictes du métier et le contexte économique concurrentiel ont contribué à la concentration du secteur de la répartition pharmaceutique. 
Quatre acteurs réalisent près de 98 % des ventes : OCP, Alliance Healthcare France, le réseau CERP et Phoenix Pharma.
- OCP Répartition : outre ses établissements dédiés à l’activité logistique, l'OCP dispose de son propre groupement d'officines, Pharmactiv.
- Le réseau CERP : constitué de CERP Rouen (groupe français Astera), CERP Rhin Rhône Méditerranée et CERP Bretagne Nord.
- Alliance Healthcare France : membre d'AmerisourceBergen, développe un réseau de pharmaciens indépendants en Europe, Alphega Pharmacie.
- Phoenix Pharma : Groupe allemand, a racheté l'activité répartition de la CERP Lorraine en 2008, et possède une partie du capital du groupement Plus Pharmacie.